# Stathe
Stathe was een vrij omvangrijke middeleeuwse welvarende handelswijk gelegen in het centrum van de Nederlandse stad Utrecht. Utrecht vormde in de periode van Stathe de belangrijkste plaats in de noordelijke Nederlanden als bestuurs- en kerkelijk centrum. Daarbij werd het dankzij diverse stimuleringsmaatregelen een aanzienlijke handelsplaats.

## Naam
In 12e-eeuwse bronnen wordt Stathe pas bij naam genoemd, onder meer in een Latijnse bron uit 1127. Toponymisch wordt er een verband gelegd met een Oudnederlands woord (statho, stade) voor een glooiende rivieroever of een aanlegplaats. Op zo'n rivieroever konden schepen aan land worden getrokken. Het Utrechtse wijkdeel Abstede en het voormalige Dorestad vertonen toponymisch hetzelfde woord.

## Ontstaan en bloei

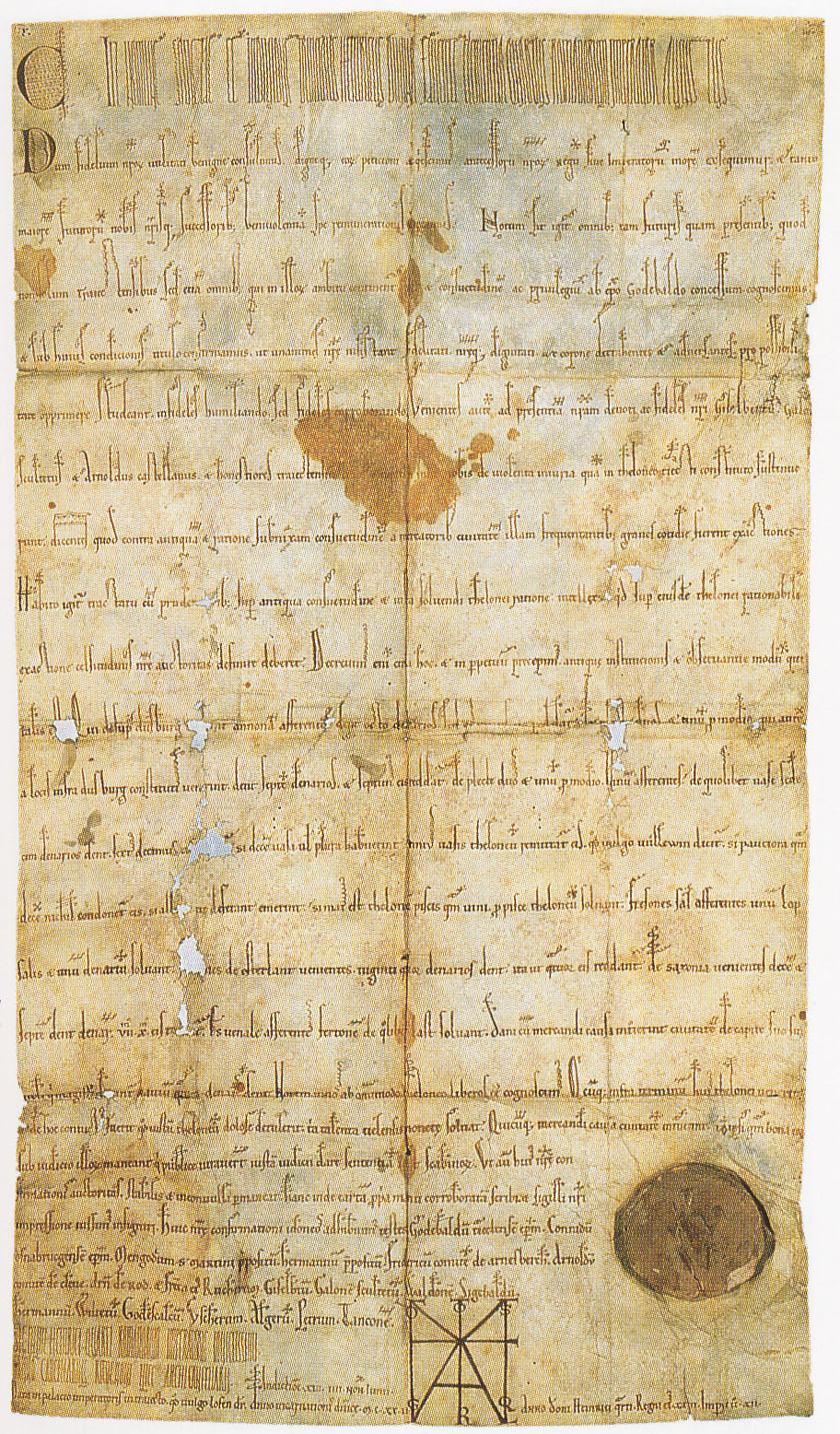
Op 2 juni 1122 werden twee oorkondes in Utrecht opgemaakt door keizer Hendrik V en bisschop Godebald omdat onder meer burgers zich beklaagden over zware tolheffingen. In de oorkondes werden diverse zaken daarna uitgewerkt waaronder de toltarieven van de kooplieden binnen en buiten de stad, en de rechtsverhoudingen van de Utrechtse inwoners met de erkenning van de Utrechtse schepenen voor de handhaving van het marktrecht

De ontstaansplek van Stathe is gelegen in de eerdere westelijke vicus van het Romeinse castellum Traiectum. In de middeleeuwen groeide het Romeinse fort uit tot de burcht Trecht van waaruit zijn machthebbers lange tijd het bestuurlijk en kerkelijk centrum vormden in de Noordelijke Nederlanden. De handelswijk Stathe begon direct vanuit de toegang van de burcht met het hart rond de huidige Steenweg en Boterstraat, en de Buurkerk als parochiekerk. Vermoedelijk was de burcht omgracht en werd vanuit Stathe bereikt via de Borchbrug (Maartensbrug). De grond waarop Stathe lag behoorde door schenking van Karel Martel toe aan de Utrechtse kerk, waardoor de kooplieden meestal verplichtingen en rechten daarmee hadden.
Het ontstaan van Stathe werd veelal in de 10e eeuw gedateerd maar mogelijk is de wijk of een voorloper ervan al eerder ontstaan en dient die geplaatst te worden in de 9e eeuw of zelfs nog wat vroeger. Voor het ontstaan van Stathe en vanaf de 10e eeuw de bloei, vormden een aantal factoren een belangrijke rol waaronder de ondergang vanaf 850 van het circa 20 kilometer zuidoostelijker gelegen Dorestad als belangrijke handelsplaats. Rond 925 keerden de Utrechtse bisschoppen na dreiging van Vikingen weer terug naar hun bisschopszetel in Utrecht. Kort daarop vonden er meerdere stimuleringen plaats voor de Utrechtse handel. Het muntrecht werd in 936 verleend door koning Otto I aan Utrecht waardoor met name de lange-afstandshandel voor een aanzienlijk deel in Utrecht kwam te liggen. Betalingen op de Utrechtse markt dienden voortaan met Utrechtse munten te geschieden. Daarbij werd het tolrecht van Muiden weggenomen en overgeheveld naar Utrecht, wat betekende dat goederen voortaan uitsluitend in Utrecht verhandeld mochten worden (marktdwang). Een factor die tevens meespeelde was het graven rond 1000 van een nieuwe vaarroute over de Vecht naar Utrecht. Stathe, waarlangs de Rijn destijds liep, werd met het graven van het huidige noordelijk deel van de Oudegracht direct aangesloten op de Vecht. Een vermoedelijke reden voor de aanleg is verlanding van de toenmalige stroomafwaartse Rijnloop waardoor de Vecht een belangrijke vaarroute werd.
Aan de nieuwe waterweg ontstond in het noordelijk deel (rond het huidige Wijk C) een grootschalig havencomplex, waarvan bij archeologische opgravingen perceelsgewijs aangebrachte beschoeiingen en scheepswrakken zijn teruggevonden. In schriftelijke bronnen staat deze haven niet beschreven. De haven van deze handelsnederzetting verzandde al snel en de rivier verlegde zijn loop. Ondanks pogingen van de bewoners een nieuwe kade te bouwen was de nederzetting rond 1050 verdwenen. In dit gebied werden in 1974 bij een archeologische opgraving ter hoogte van de Jacobikerk twee vrijwel complete 12e-eeuwse schepen aangetroffen. Wat noordelijker werd reeds in 1930 het Utrechtse schip uit omstreeks het jaar 1000 teruggevonden. Hoewel Deventer en Tiel nog belangrijker waren in de 11e en 12e eeuw, was de Utrechtse handel aanzienlijk geworden in die periode.
Het graven van de Vaartsche Rijn in het begin van de 12e eeuw gaf Utrecht een nieuwe zuidelijke ontsluiting naar de Rijn en het vormde onderdeel van een drastische reorganisatie van de waterhuishouding in de stad en de gebieden ver daarbuiten.
In Stathe vonden diverse markten plaats waaronder de jaarlijkse. Handelswaren werden naar Utrecht aangevoerd onder andere via het Almere uit Noord-Nederland, Noordrijn-Westfalen, Saksen en Denemarken. Voor de kooplieden van buiten bestonden, afhankelijk van hun herkomst, diverse toltarieven die gunstig konden zijn of vrijstelling gaven. De goederen konden bestaan uit graan, wijn, natuursteen, barnsteen, glas en aardewerk, waarbij bijvoorbeeld haring weer werd uitgevoerd. De geestelijke macht in Utrecht nam diverse goederen af mede bepaald door de grote bouwprojecten die ze uitvoerde. Ze trok daarbij in hoge mate ambachtslieden aan zoals steenhouwers, timmerlieden, wapensmeden, schoenmakers en bontwerkers. De meest welvarende kooplieden lieten met name aan de Oudegracht hun huizen bouwen. Begin 12e eeuw bleken de kooplieden een invloedrijke positie ten opzichte van de bisschop te hebben opgebouwd. De voornaamste Utrechtse kooplieden vormden de ontstaansbron van het patriciaat en ze konden in de in Stathe gevestigde schepenbank zitting hebben.
De houten huizen van de inwoners stonden destijds vanaf de Oudegracht vermoedelijk een stukje meer landinwaarts langs de Steenweg en hadden een paadje tussen de percelen naar de glooiende wateroever. Na de ophogingen van de rivieroever ontstond op kortere afstand langs het gekanaliseerde water nieuwe huizenbouw met onder meer werfkelders. Paadjes die ten tijde van Stathe tussen de huizen aan de Steenweg naar de glooiende wateroever liepen, zijn vandaag de dag overgebleven in de vorm van steegjes; de Hekelsteeg en de Massegast zijn daar een voorbeeld van. Vanaf 1175 bouwden adellijke of patriciërsfamilies stadskastelen in en rond Stathe.

## Vikingen
Volgens een kroniek zouden kooplieden die bij de burcht Trecht woonden in 1007 geconfronteerd zijn met de komst van Vikingen naar Utrecht. Om die Vikingen bij een eventuele belegering geen voordeel daaruit te gunnen, besloten de kooplieden de gehele handelswijk in brand te steken en zich in de burcht terug te trekken.